# アレックス・シルヴァ
アレックス・シルヴァ（Alex Silva）のリングネームで知られるアレックス・フレイタス（Alexandre Freitas、1990年1月23日 - ）は、カナダのプロレスラー。ケベック州モントリオール出身。2013年5月までTNA所属だった。

## 来歴

### キャリア初期（2004-2011）
フレイタスの父はジャン・ルイ・フレイタス（Jean-Louis Freitas）といい、トミー・ローズ（Tommy Rose）と言うリングネームで活動していた。その父からトレーニングを受けた後、2004年にポール・ルダックのFLQというプロモーションでデビューした。デビュー当初はシーン・シモンズ（Sean Simmons）という名前で活動していたが、すぐに現在のアレックス・シルヴァのリングネームを使い始めた。
シルバは数年間は主にケベックでレスリング活動をしていたが、さらに活動の場を増やすべくアメリカへ進出し、ハワイやアトランタ、ウィスコンシン州、シカゴでの活動を開始した。8月になるとWWEのRAWのダークマッチでブローダス・クレイと試合をするも負けてしまう。翌日の夜に翌週放送するためのWWE・スーパースターズにパット・シルヴァ（Pat Silva）のリングネームで登場し、グレイと再戦するものの再び負けてしまう。
2010年から2011年にかけてシルバはROHに参戦し、ROHのテレビショーに登場。その間にマイケル・エルジン、ロデリック・ストロング、トンマーゾ・チャンパ、マイケル・ブランディルと言ったレスラーとも戦っている。

### OVW（2010-2013）
シルバは2010年の11月にオハイオ・バレー・レスリング（Ohio Valley Wrestling）に登場。12月にはモハメッド・アリ・ヴェーゼに勝ちOVWテレビジョン王座を獲得する。シルバの勝利はOVWの中でも最速の王座獲得だった。翌年の1月にヴェーゼとリマッチを行い、敗れてタイトルを46日保持したタイトルを失ってしまう。タイトルを失うと同時にモントリオールへと帰ってしまう。
7月に復帰し、11月にロッコ・ベラジーオに勝利し再びテレビジョン王座を獲得するが、1週間タイトルを保持したところでアダム・リボルバーに負け、タイトルを失ってしまう。9月にテレビジョン王座をかけてライアン・ハウと対戦して勝利し、タイトルを獲得するが10月にクリフ・コンプトンに負けタイトルを失った。タイトルを落とした後はサム・ショーとタッグを組み活動している。

### TNA（2011-2013）
2011年11月15日にTNAのダーク・マッチにも出場。当時のXディヴィジョン王座保持者のオースチン・エイリースと対戦するも負けてしまう。
翌年4月26日のガット・チェック・チャレンジでロビー・Eとの対戦し負けてしまうがTNAのテレビデビューを飾る。その翌週にプロモインタビューを受け、アル・スノー、ブルース・プリチャード、リック・フレアーのTNAと契約できることができる票を獲得し、公式にTNAのレスラーとして認められた。その後、実力の発達途上ということもありOVWで訓練を積む事になった。
2013年6月にTNAから解雇され、下部組織のOVWからも離脱されている。

## 得意技
シルバ・サーファー
ランニング式ハイ・ニー・アタック
ランニング・ラリアット

## 獲得タイトル
CWR(Combat Wrestling Revolution)
- CRWケベック王座 ：1回

MWF(Montreal Wrestling Federation)
- MWFタッグチーム王座 ：1回 (w/マイク・ベイリー）

OVW(Ohio Valley Wrestling)
- OVWテレビジョン王座 ：3回
- OVW南部タッグチーム王座：2回 (w/サム・ショー）